# Abderrahmane Sissako
Abderrahmane Sissako est un cinéaste et réalisateur mauritanien, né le 13 octobre 1961 à Kiffa.
Le thème principal de son œuvre est l'exil, le déplacement. Il peint l'Afrique avec des touches autobiographiques. En 2015, il devient le premier cinéaste africain à obtenir le César du meilleur réalisateur pour Timbuktu.
Il fait partie, avec Ousmane Sembène, Djibril Diop Mambety, Souleymane Cissé, Idrissa Ouedraogo et Alain Gomis, des rares cinéastes d'Afrique subsaharienne à avoir obtenu une notoriété internationale.

## Biographie
Peu de temps après sa naissance, sa famille émigre au Mali son pays d'origine, où il suit une partie de ses études primaires et secondaires. Il fréquente le centre culturel soviétique et découvre la littérature russe lors d'un retour en 1980 en Mauritanie auprès de sa mère. Son ancien mari étant parti en Algérie avec son fils qui a étudié le cinéma, Abderrahmane Sissako a à cœur de remplacer ce demi-frère. Il obtient une bourse "de l'amitié des peuples", et part en Union Soviétique, à Moscou, pour étudier le cinéma au VGIK (Institut fédéral d'État du cinéma) de 1983 à 1989. Il fait souvent référence à son professeur Marlen Khoutsiev.
Au début des années 1990, Abderrahmane Sissako s'installe en France. En 1994, il obtient, lors du 4e Festival du cinéma africain de Milan, le Prix du meilleur court métrage pour son film Octobre. En 1999, lors de la 9e édition de ce même festival, il reçoit le Prix du meilleur long métrage pour La Vie sur terre, tourné l'année précédente.
Les succès de Bamako (2006) et de Timbuktu (2014), couronné par sept Césars, font de lui un cinéaste de renommée internationale.
Il a été également conseiller culturel pour le chef d'État mauritanien Mohamed Ould Abdel Aziz, poste qu'il définit comme « ambassadeur culturel ».
Abderrahmane Sissako est aussi président de la CinéFabrique, école nationale supérieure de cinéma et de multimédia créée par Claude Mouriéras et basée à Lyon.

## Filmographie

### Courts métrages
- 1989 : Le Jeu (35mm, 23 minutes), travail de fin d'études. Situé dans le désert mauritanien et tourné au Turkménistan.
- 1993 : Octobre (35mm, 37 minutes), tourné dans la banlieue de Moscou. (Prix Un Certain Regard au Festival de Cannes, Prix du meilleur court métrage au 4e Festival du cinéma africain de Milan).
- 1995 : Le Chameau et les bâtons flottants (vidéo, 6 minutes) d'après Jean de La Fontaine. Adaptation tournée en Mauritanie.
- 1996 : Sabriya (vidéo, 26 minutes), dans la collection initiée par Arte, Africa Dreaming. L'action est située en Tunisie.
- 1997 : Rostov-Luanda (en) (vidéo, documentaire de 59 minutes. Dans le cadre de documenta X Kassel). Sur un ancien guérillero de la guerre pour la libération de l'Angola, qu'Abderrahmane Sissako avait rencontré seize ans plus tôt, à Moscou. (Prix de la meilleure vidéo au 8e Festival du cinéma africain de Milan)

### Longs métrages
- 1998 : La Vie sur terre
- 2002 : En attendant le bonheur (Heremakono)
- 2006 : Bamako
- 2014 : Timbuktu
- 2024 : Black Tea

## Opéra
En octobre 2020, il met en scène un spectacle musical, Le Vol du boli, en collaboration avec le metteur en scène rwandais Dorcy Rugamba et le cinéaste français Charles Castella, sur une musique du compositeur britannique Damon Albarn. Il est inspiré du journal de Michel Leiris, L’Afrique fantôme, qui confie sa honte d’avoir volé le boli, fétiche exposé au musée du Quai Branly sans que cela soit indiqué,.
D'abord diffusé en ligne du fait de l'Épidémie de COVID-19, le spectacle,, rencontre son public au Théâtre du Châtelet en avril-mai 2022 et en diffusion sur France 5.

## Jurys de festivals
Il a participé à de nombreux jurys de festivals de cinéma :
- Membre du jury du 53e Festival de Berlin, sous la présidence de Atom Egoyan.
- Président du jury du festival Premiers Plans d'Angers en janvier 2007.
- Membre du jury des longs-métrages au Festival de Cannes 2007.
- Président du concours d'entrée à la Fémis en 2008.
- Président du jury de la 12e édition du Festival du cinéma africain de Khouribga en 2009[10]
- Membre du jury du Festival international du film de Moscou 2014.
- Président de la section Cinécoles au Festival international du film de Marrakech 2014.
- Président du jury de la section Cinéfondation et courts-métrages au Festival de Cannes 2015.
- Membre du jury du Festival international du film de Shanghai 2016.
- Président du jury de la 13e édition du Festival International du Film documentaire Océanien de Tahiti 2016[11]
- Président du jury de la 27e édition des Journées cinématographiques de Carthage 2016[12]
- Président du jury de la 12e édition du Festival Cinema For Change 2023 au Grand Rex à Paris[13]
- Membre du jury du 81e Festival de Venise, présidé par Isabelle Huppert.

## Distinctions

### Récompenses
Pour La Vie sur terre :
- Regard d'or au Festival international de films de Fribourg en 1999
- Prix du meilleur long métrage au 9e Festival du cinéma d'Afrique, d'Asie et d'Amérique latine de Milan en 1999
- Mention spéciale du jury au FESPACO 1999
- Prix France Culture Cinéma 2003Abderrahmane Sissako avec deux de ses trois trophées remportés lors des César 2015.

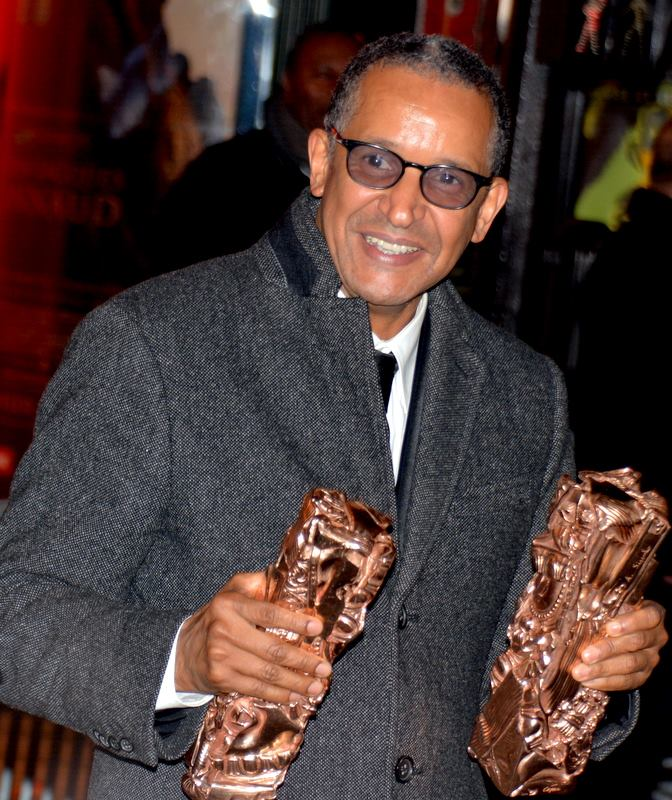
Abderrahmane Sissako avec deux de ses trois trophées remportés lors des César 2015.

Pour En attendant le bonheur (Heremakono) :
- Grand prix-Étalon de Yenenga au FESPACO 2003

Pour Bamako :
- Grand prix du Public des Rencontres du Festival Paris Cinéma
- Prix du Film du Conseil de l'Europe 2007

Pour Timbuktu :
- Festival international du film francophone de Namur 2014 :
  - Bayard d’Or du Meilleur film
  - Bayard d’Or du Meilleur scénario
- Globe de Cristal 2015 : Meilleur film
- Prix du meilleur film français du syndicat de la critique de cinéma
- Prix Lumières 2015 :
  - Meilleur film
  - Meilleur réalisateur
- César 2015 :
  - Meilleur film, avec sa productrice Sylvie Pialat
  - Meilleur réalisateur
  - Meilleur scénario original, avec sa femme Kessen Tal
  - Meilleure photographie pour Sofian El Fani
  - Meilleur montage pour Nadia Ben Rachid
  - Meilleure musique pour Amine Bouhafa
  - Meilleur son pour Philippe Welsh, Roman Dymny, Thierry Delor

### Nominations et sélections
- Sélections au Festival de Cannes[2] :
  - 1993 : Un Certain Regard pour Octobre
  - 1998 : Quinzaine des Réalisateurs pour La Vie sur terre
  - 2002 : Un Certain Regard pour En attendant le bonheur
  - 2006 : Hors compétition pour Bamako
  - 2014 : Compétition officielle pour Timbuktu
- Sélectionné au Prix Louis Delluc 2014 pour Timbuktu
- Sélectionné à la Berlinale 2024 pour Black Tea

### Décorations
- 2016 : Grand officier de l'Ordre national du Mérite (Tunisie)[14].

### Honneurs
- 2013 : Doctorat honoris causa de l'université Paris VIII-Vincennes—Saint-Denis[15]